# Bazzania oleosa
Bazzania oleosa là một loài Rêu trong họ Lepidoziaceae. Loài này được Grolle mô tả khoa học đầu tiên năm 1988.